# ブーカーン
ブーカーン（ペルシア語: بۆکان; クルド語: Bokan; ラテン翻記: Būkān, Bokan, もしくは Bowkān）は、イランイスラム共和国西アーザルバーイジャーン州ブーカーン郡の中心都市であり、郡庁所在地である。2006年の国勢調査では、世帯数32,488で人口は149,340人であった。2012年の調査では、世帯数43,543で人口が概算で171,773人である。
ブーカーンはオルーミーイェ湖の南側にあり、海抜約1,300メートルに位置している。1996年11月の調査では、都市部人口の94%はムスリム（イスラム教徒）であり、主にスンナ派シャーフィイー学派である。